# Romaniotes
Les Romaniotes (Ρωμανιώτες Rōmaniōtes, « citoyens de l'Empire romain d'Orient ») forment un groupe ethnique juif de culture grecque, issu du judaïsme hellénistique, qui a vécu autour de la Méditerranée orientale et de la mer Noire pendant plus de 2 400 ans. Son importance est largement méconnue tant dans le domaine des études hellénistes et byzantines que dans l'histoire du peuple juif.
Vivant dans la sphère d'influence des académies de la terre d'Israël, les Romaniotes déterminent pendant longtemps la Loi juive en fonction du Talmud de Jérusalem (alors que la majorité du monde juif a adopté le Talmud de Babylone,,). Ils possèdent leur rite propre, leur langue propre et d'autres particularités, mais, avec l'arrivée des Juifs expulsés de la péninsule ibérique dans ce qui est devenu l'Empire ottoman, la culture romaniote se dissout progressivement dans celle des Séfarades. Après-guerre, la communauté, décimée dans la Shoah, comptait encore quelques milliers de membres en Grèce et s'est en partie reconstituée en Israël et aux États-Unis, puis a disparu par assimilation, passant au rite séfarade et à l'hébreu : sa langue yévanique est éteinte.

## Origines
Les Romaniotes sont des Juifs hellénisés, issus des populations juives restées ou reparties en diaspora après l'exil de Babylone. Une tradition orale romaniote fait remonter l'arrivée des premiers Juifs à Ioannina en 70, peu après la destruction du Second Temple.
Les Juifs hellénisés sont établis dans les États royaux issus de l'Empire d'Alexandre, en particulier dans l'Égypte des Ptolémées. Ils en ont adopté la langue et la culture grecques mais ont conservé leur foi, et ils sont à l'origine d'un important corpus de littérature judéo-hellénistique, qui comporte entre autres les premières traductions de la Bible hébraïque (dont la Septante), les livres deutérocanoniques, qui ne sont pas acceptés dans le Tanakh, les livres inter-testamentaires, et les premières tentatives d'intégrer la philosophie au judaïsme, dont le plus brillant représentant est Philon d'Alexandrie.

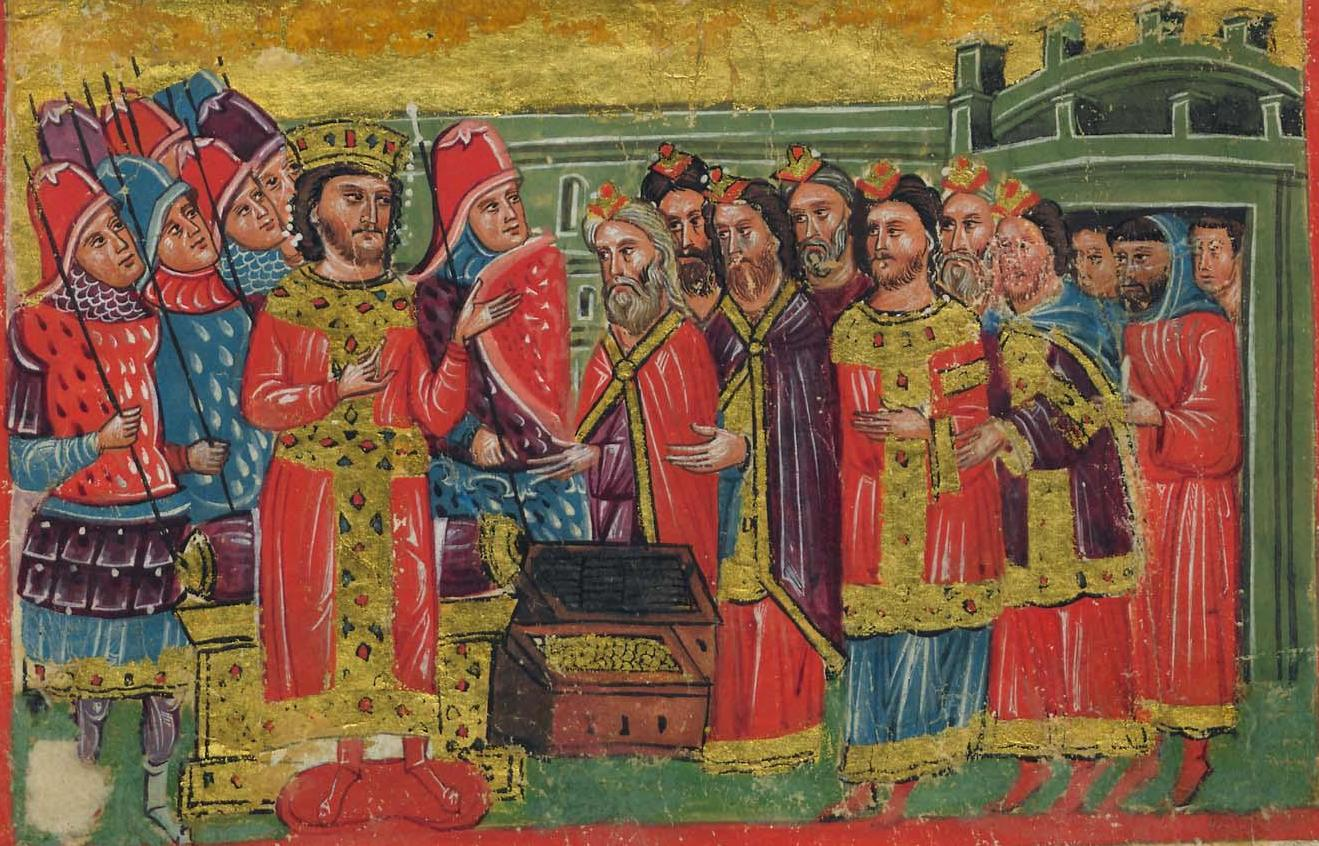
Alexandre le Grand, vêtu en empereur byzantin, reçoit une délégation de rabbins juifs : miniature du Roman d'Alexandre du XIVe siècle.

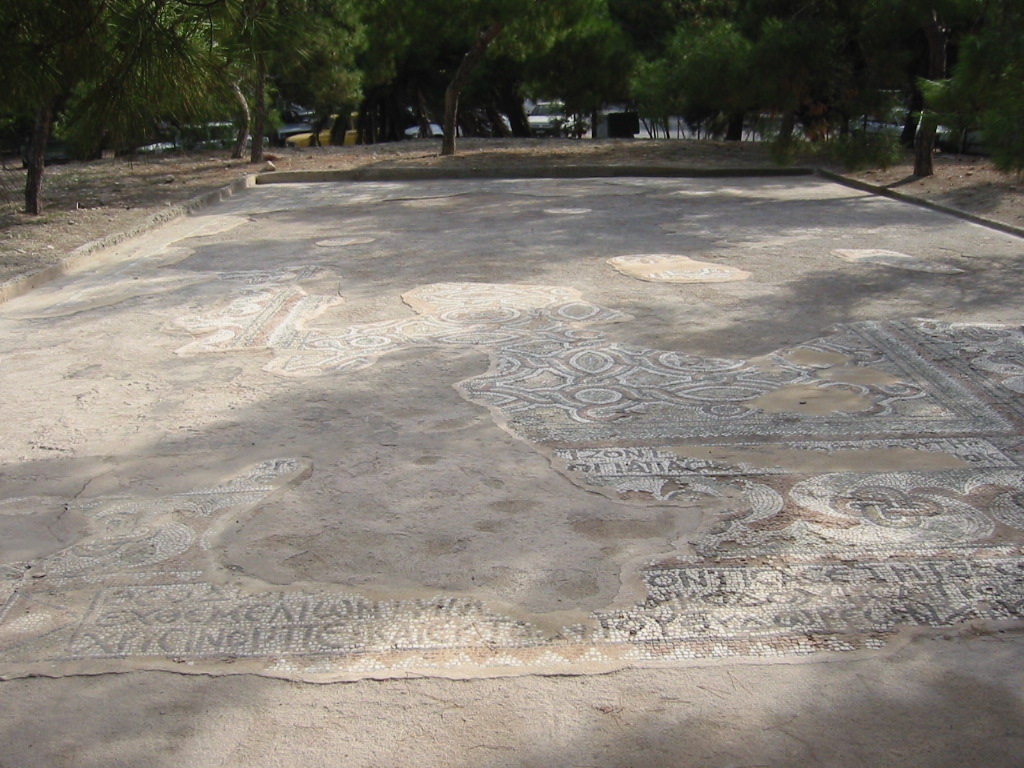
Mosaïque de la synagogue d'Égine, 300 après Jésus-Christ

Ils se répandent dans tout l'espace hellénistique, notamment en Égypte, en Syrie, dans les cités d'Asie mineure et de Grèce, et sur les rives de la mer Noire, ainsi qu'en attestent les écrits de Luc et, en particulier, le détail des voyages de Paul. Ces communautés hellénisées se sont répandues dans un Orient romain où le grec est la langue universelle, à la fois langue intellectuelle, langue des affaires et langue urbaine. L'importante communauté d'Alexandrie a essaimé partout en Méditerranée, contribuant activement à l'expansion de la culture grecque de l'Antiquité tardive, parallèlement au développement du christianisme, dont les fidèles, à l'instigation probable du patriarche Cyrille, cèdent à la violence et commettent un des tout premiers pogroms (415).

## Moyen Âge

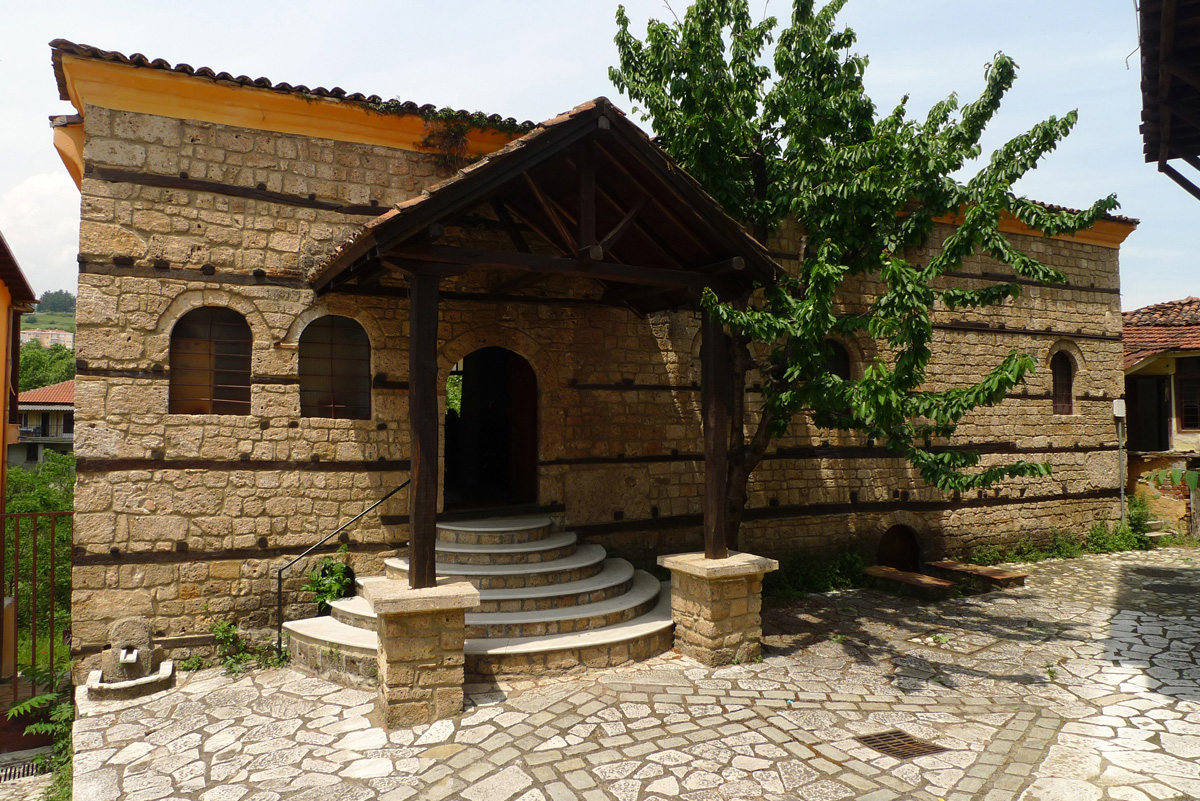
La synagogue romaniote de Bérée.

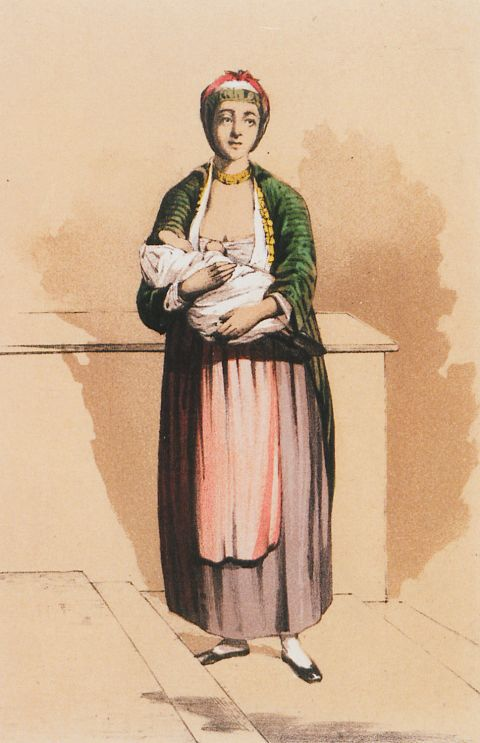
Femme juive de Salonique au XIXe siècle.

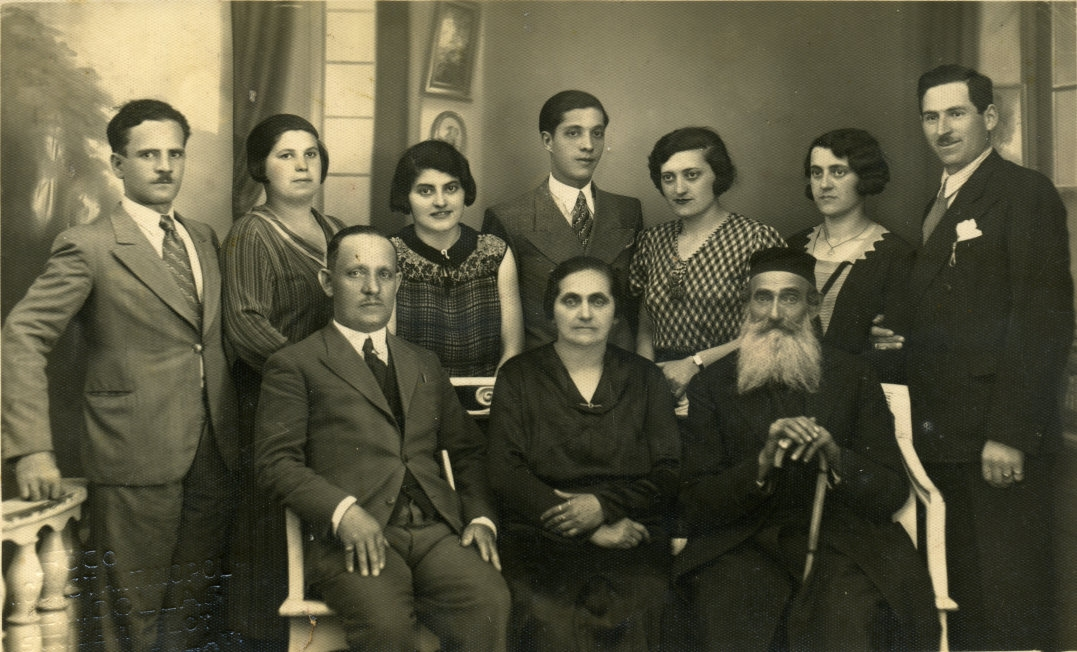
Famille juive de Galați en Roumanie
(Entre-deux-guerres)

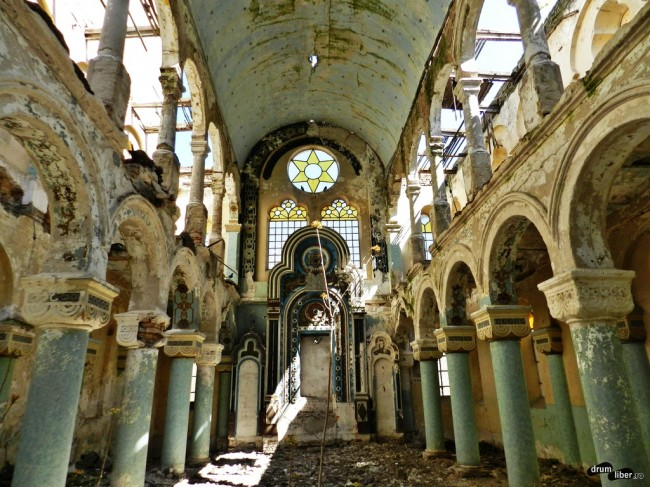
Un arbre pousse en 2020 dans le sfinh (nef) de la synagogue de Constanza (Roumanie), abandonnée depuis des années.

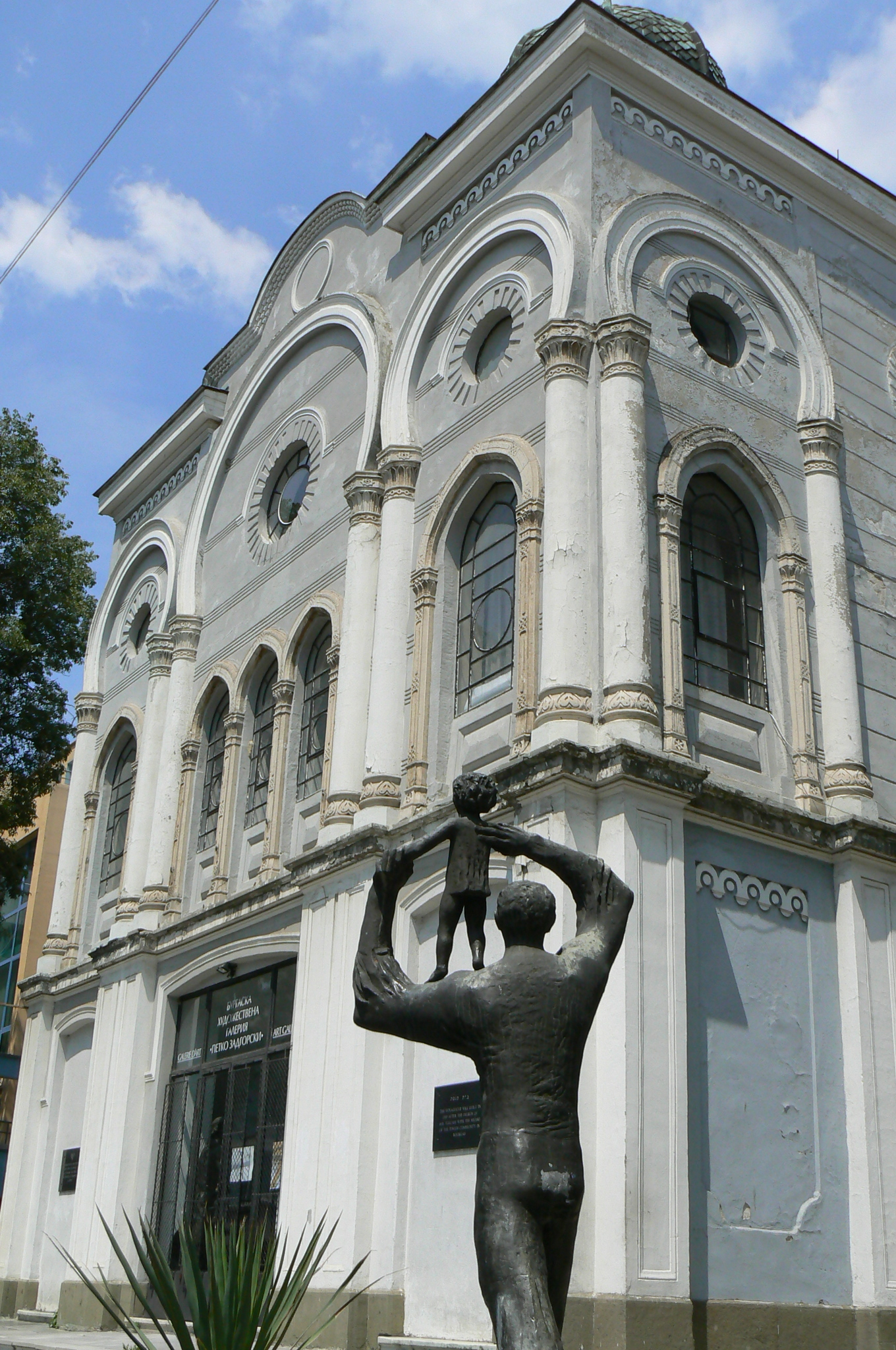
Ancienne synagogue romaniote d'Acheloos (Bulgarie), à présent galerie d'art.

Avec l'avènement de l'Empire romain d'Orient, ces communautés suivent le sort des autres populations hellénisées d'Orient, citoyens romains proches des populations de langue grecque de l'Anatolie, de la Grèce continentale ou de la mer Noire. Elles prennent le nom de la Romania (Ρωμανια, nom officiel de l'Empire romain d'orient), duquel proviennent également ceux de la Romagne, de la Roumanie, et de la Roumélie (du turc Roum-ili, « pays des Roumis », nom turc des chrétiens, dérivé de Ρωμαιoι Romioi, « citoyens de l'Empire romain d'Orient »).
Au XIIe siècle, Benjamin de Tudèle rapporte la présence de Juifs à Corfou, Arta, Aphilon, Patras (dont est originaire la famille de Sabbataï Tsevi), Corinthe, Thèbes (comportant près de 2 000 Juifs, pour la plupart teinturiers ou tailleurs d'habits de soie), Chalcis, Salonique, Dráma et Constantinople. Les communautés romaniotes prospèrent de l'Italie du sud à l'Égypte, et essaiment dans le sillage de Bélisaire, jusqu'en Espagne et en Septimanie (à Narbonne).
La communauté alexandriote, revenue après la mort du patriarche Cyrille, continue d'essaimer elle aussi et subsiste, avec des hauts (Égypte byzantine) et des bas (règne du calife et imâm fatimide, Al-Hakim, au XIe siècle), jusqu'au XVe siècle, passant progressivement ensuite au rite séfarade et au judéo-espagnol sous l'Empire ottoman. L'arrivée des Séfarades dans l'Empire ottoman se produit après leur expulsion d'Espagne en 1492. Au début, les Séfarades maintiennent, comme à leur habitude, une séparation sociale et cultuelle avec les populations autochtones, mais à la longue ils assimilent progressivement la plupart des communautés romaniotes. Ces communautés dont les membres sont devenus ottomans, forment un millet au sein du système turc, et prennent leurs distances avec les populations chrétiennes, devenues elles aussi minoritaires. Certains juifs, les Avdétis, embrassent l'Islam et deviennent turcs, non sans rejoindre, pour certains, les confréries soufies.

## Temps modernes
Lors de l'éveil des nationalismes, les persécutions turques des XIXe et XXe siècles contre les chrétiens d'Anatolie épargnent les Séfarades, qui ne présentent pas de revendication d'indépendance ou d'autonomie. Ceci constitue une différence avec les Romaniotes, qui ont tendance à considérer les Séfarades comme trop complaisants à l'égard du persécuteur ottoman de leur culture : l'hellénisme. Après 1922, les Séfarades turcs se déclarent fidèles citoyens de la république de Mustafa Kemal Atatürk, et, citoyens turcs, ils ne sont pas inquiétés à part quelques actions isolées d'extrémistes islamistes. Quant aux communautés romaniotes, elles se regroupent en Grèce au début du XXe siècle, notamment à Thèbes, Ioannina, Chalcis, Arta, Preveza, Corinthe, ainsi que sur les îles de Corfou, Zante, Crète, Eubée, Lesbos, Chios, Samos, Rhodes et à Chypre.

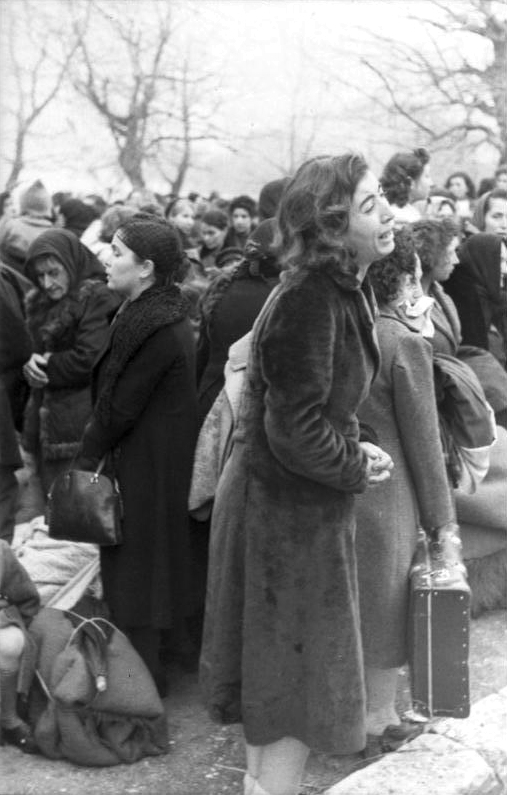
Femme en pleurs au cours de la déportation des Juifs de Ioannina, le 25 mars 1944 (les nazis séparaient les femmes et les hommes). La plupart des déportés sont assassinés dès leur arrivée à Auschwitz, le 25 mars 1944 ou peu après.

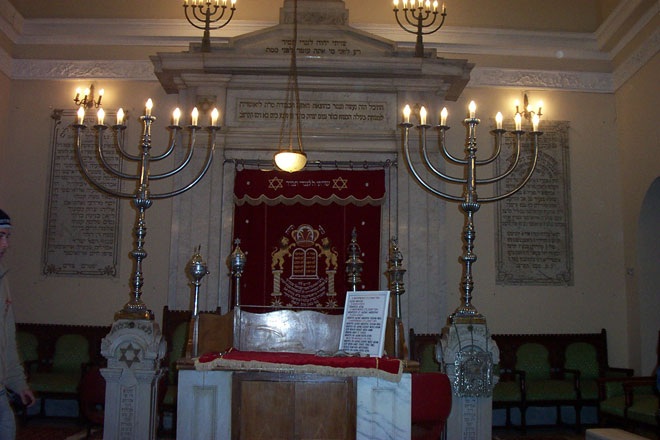
Synagogue de Salonique.

Au cours de la Seconde Guerre mondiale, la Grèce est occupée par les forces de l’Axe. En dépit des tentatives de l’Église orthodoxe de Grèce, de la résistance et de nombreux civils, la communauté juive de Grèce est exterminée à 86 %. Les Avdétis (juifs turcophones passés à l’islam), assimilés aux Turcs par le traité de Lausanne, sont relativement protégés ou peuvent en profiter pour se réfugier en Turquie, mais les autres subissent de plein fouet la Shoah. Il reste aujourd'hui entre 1 000 et 2 000 Avdétis à Ioannina, Thessalonique et Alexandroupolis. Les plus repérables et exposés sont les Ashkénazes (parlant yiddish et apatrides ou citoyens allemands, tchécoslovaques, polonais, roumains…) et les Séfarades (parlant judéo-espagnol). Les Romaniotes, citoyens grecs et parlant grec sans accent, sont moins difficiles à cacher, mais la Gestapo et les Branniks des zones occupées par l'Allemagne et la Bulgarie font du zèle et à Ioaninna par exemple, sur 1 950 Romaniotes, seuls 90 échappent à la déportation.
La plupart des survivants ont émigré pendant ou après la guerre civile grecque (1945-1949) vers les pays anglophones ou Israël.
Au début du XXIe siècle, il ne reste que quatre petites communautés ayant gardé l'identité romaniote mais passées au rite séfarade : à Thessalonique et Ioannina en Grèce, à New York et à Jérusalem. D'anciennes synagogues peuvent également être visitées à Athènes, dans l'île d'Égine ou à Bérée. Faute de fidèles, celles de Constanza (Roumanie) et d'Acheloos (Bulgarie) sur la mer Noire ont été abandonnées dans les années 1960. À Constanza l'une a disparu, l'autre est en ruines ; à Acheloos elle est devenue une galerie d'art.

### Communauté de Ioannina
La communauté romaniote de Ioannina (Janina) compte encore une trentaine de membres, fort âgés. Leur synagogue, la Kehila Kedosha Yashan, n'est ouverte que sur demande expresse des visiteurs et lors de rassemblements d'émigrés romaniotes en été. Une Bar Mitzva y a été tenue en 2000, et a été considérée comme un événement exceptionnel.
La synagogue se situe au 16, rue Ioustinianou dans la vieille partie fortifiée de la ville : le Kastro. Construite en 1829, probablement sur les ruines d'une synagogue plus ancienne, son architecture est typique de l'ère ottomane. La Bimah, où les rouleaux de la Torah sont lus lors des offices de prière, est placée sur un dais surélevé du mur occidental, l'Aron Kodesh (où les rouleaux sont rangés entre les offices) est sur le mur oriental, une large aile séparant les deux. Les noms des Juifs de Ioannina assassinés pendant la Shoah sont gravés dans la pierre des murs de la synagogue.

### Communauté de New York

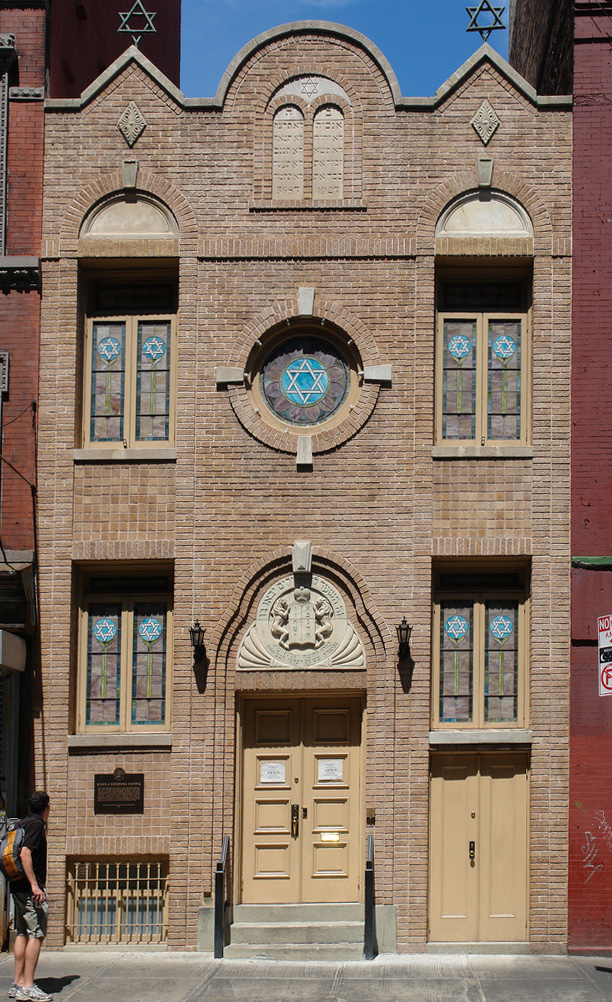
La Kehila Kedosha Janina de New York.

La Kehila Kedosha Janina du Lower East Side de Manhattan, située dans Chinatown, est l'unique synagogue romaniote des Amériques. Fondée en 1927, elle est encore en usage lors du chabbat et des fêtes juives, mais peine à atteindre le quorum de dix personnes nécessaire à la tenue des offices publics.

### Communauté de Jérusalem
Des Romaniotes de Ioannina, Bérée, Constanza, Varna, Acheloos, Trébizonde et Batoumi, émigrés à Jérusalem, y ont construit deux lieux de culte de rite initialement romaniote : la synagogue Beit Avraham veOhel Sarah LaKehilat Yanina, dans le quartier Ohel Moshe, et celle du quartier chrétien de la vieille ville de Jérusalem, qui conserve une partie des poésies liturgiques romaniotes et les mélodies de la communauté de Ioannina. Leur rite est désormais séfarade et seul l'hébreu y est utilisé : la langue yévanique peut être considérée comme éteinte.

## Romaniotes célèbres
Par ordre alphabétique :
- Gabrielle Carteris, actrice.
- Albert Cohen (1895-1981), poète, écrivain et dramaturge, dont les héros, Solal et Les Valeureux sont des Juifs romaniotes originaires de Céphalonie.
- Rae Dalven, traducteur des poètes grecs modernes.
- Róza Eskenázy, chanteuse de musique grecque traditionnelle.
- Mordehai Frizis (1893-1940), colonel de l'armée grecque pendant la Seconde Guerre mondiale.
- Eliyahou Mizrahi (c.1450-c.1525), rabbin et savant, Hakham Bachi de l'Empire ottoman.
- Georges Moustaki (1934-2013) chanteur grec d'origine romaniote.
- Michel Pablo, militant marxiste trotskiste.
- Michel Recanati, idem.
- Amalia Vaka, chanteuse de musique grecque aux États-Unis.